# A Day at the Races
Az A Day at the Races a brit Queen rockegyüttes ötödik albuma, amely 1976. december 10-én jelent meg. Az együttes úgy döntött, hogy megszakítja a munkakapcsolatát Roy Thomas Bakerrel – aki az előző négy albumuk producere volt, és segített kialakítani az együttes hangzását, – és ezúttal ők maguk lesznek a producerek. Mivel nem szorította őket határidő, több stúdióban négy hónapig dolgoztak a dalokon, és szokásuk szerint a tökéletességig polírozták a hangzást. A felvételek közben később híressé váló ingyenes koncertet adtak a londoni Hyde Parkban, mintegy 150-200 ezer néző előtt.
Az album zenei anyaga hasonlóan változatos volt, mint az előző A Night at the Opera esetében, sok kritikus fel is hívta erre a figyelmet. Az együttes ezt nem tagadta le, mondván: a két album dalai egyazon időszakban íródtak. A dalok rendkívül széles stílusbeli skálán mozognak: a heavy metaltól kezdve, a progresszív rockon keresztül egészen a zongorával kísért kabarézenéig.
Két kislemez jelent meg róla, a gospel utánérzésű „Somebody to Love”, amely nagy siker lett Angliában, és a kemény „Tie Your Mother Down”, amely inkább a rajongók körében szerzett elismerést. Világszerte szép sikereket ért el, Angliában az első, Amerikában az ötödik helyet érte el a listán. A kritikusok vegyesen fogadták, túlbonyolítottnak és művészileg hamisnak, tartalmatlannak tartották. Visszatekintve már jelentősen jobb a megítélése, jobban értékelik a humorát és merészségét, és az együttes jobb albumai közé sorolják.

## Háttér
Az 1975-ös A Night at the Opera album, és az arról megjelenő „Bohemian Rhapsody” kislemez nagy sikert hozott az együttesnek, milliós példányszámban fogytak a lemezeik, és sztárokká váltak Angliában és Japánban. Az albumot követő turnén 1975 novembere és 1976 áprilisa között összesen hetvenhét koncertet adtak Európában, Amerikában, Ausztráliában és Japánban – utóbbi országban sikoltozó rajongók fogadták őket a repülőtéren.
A korábbi helyzetükkel ellentétben, amikor a menedzsereik lefölözték a haszon nagy részét, ezúttal sikeres kiadványaik bevételeit – saját cégeiken keresztül – immár az együttes négy tagja élvezhette. May és barátnője az anyagi biztonság hátterével megházasodhattak, mindannyian saját házakba költöztek az addigi bérelt garzonokból, és megszabadulhattak az adósságaiktól – az A Day at the Races felvételeinek a teljes anyagi biztonság tudatában kezdhettek neki. Másrészt viszont ettől kezdve egyre sokasodtak a viták a jogdíjak körül, ami az évek elteltével egyre feszültebbé tette a stúdióbeli légkört.

## Felvételek
1976 nyarán, ahogy az előző albumuk felvételei előtt is, ismét visszavonultak a vidéken, surrey-ben fekvő Ridge Farmra, hogy kipihenjék magukat. 1976 júliusában kezdtek körvonalazódni az A Day at the Races tervei, így átköltöztek az ugyancsak vidéken fekvő The Manor Studiosba.

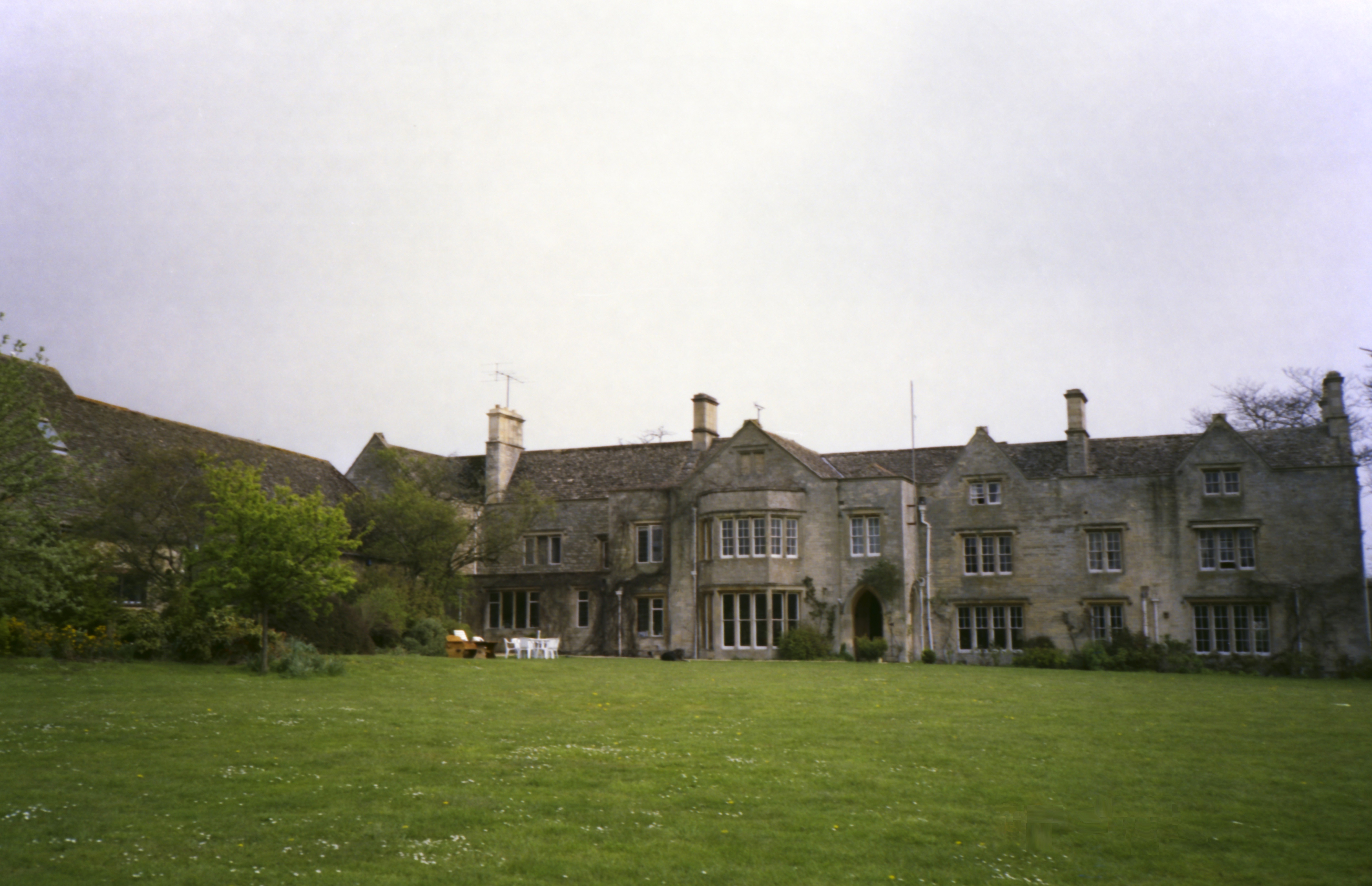
A felvételek nagy része a The Manor Studiosban készült

Az elmúlt évek alatt rengeteget tanultak a stúdiómunkáról, ezért úgy döntöttek, hogy ezúttal nem veszik igénybe az addig velük dolgozó Roy Thomas Baker segítségét, és saját maguk lesznek a producerek. Nem hajtotta őket határidő, mert a legközelebbi előre lekötött koncertjük 1977 januárjára volt időzítve, ezért a felvételek lassan haladtak. A The Manorban volt a szállásuk, és a napi munka után rendszeresen megnézték a tévében a Benny Hill Show-t, Mercury pedig a montreali nyári olimpiát. A felvételek korai szakaszában meglátogatta őket Rod Stewart, és közösen elkezdtek dolgozni az „Another Little Piece of My Heart” című dalon, de félbehagyták – a dal átdolgozott változata később az 1995-ös Made in Heaven albumra került fel „Let Me Live” címen. 1976 őszére még a Sarm East Studiost és a Wessex Sound Studiost is igénybe vették, mindkettő Londonban helyezkedett el. A Wessexben dolgozott akkoriban a Sex Pistols is, de akkor még nem találkoztak az együttessel.
A felvételekre ezúttal is nagy összeget, egyes források szerint negyvenezer fontot költöttek. A The Manorban 30/24 sávos Helios konzolt, a Wessexben 24 sávos 3M felvevőt, és Cadac keverőpultot, a Sarm Studiosban Trident keverőpultot és 24 sávos MCI rögzítőt használtak. A korábbi albumaik felvételenél is közreműködő Mike Stone és Gary Langan hangmérnökök ezúttal is jelen voltak. 1976 augusztusában megszakították a felvételeket, és 1975 decembere óta első alkalommal koncerteztek. Szeptember 1-jén és 2-án Edinburghban léptek fel, szeptember 10-én Cardiffban, szeptember 18-án pedig a londoni Hyde Parkban mintegy 150-200 ezer néző előtt adtak ingyen koncertet. Ezeken az előadásokon két dalt játszottak a lemezről: a „Tie Your Mother Down”-t és a „You Take My Breath Away”-t.

## Zenei stílus
Négyőjük közül még mindig Mercury és May voltak a fő dalszerzők, akik négy-négy számot írtak a lemezre, míg Deacon és Taylor egy-egy dallal képviselték magukat. Az  albumot a „Tie Your Mother Down” vezeti be, amely – ellentétben a kislemezes változattal – körülbelül egyperces bevezetőt kapott: gonggal és mély, torzított gitárriffekkel indít, utána ugyancsak egy gitárbevezető következik, amelyet May az Escher-festmények zenei megfelelőjének tartott: „Ez annak a lépcsőháznak a zenei megfelelője, amelyik a tér négy oldalán megy körbe, és úgy néz ki, mintha emelkedne. Egy Escher-festmény. Ennek a megfelelőjének volt szánva, mert minden része emelkedik, és egy oktávval lejjebb kerül.” A hallgató a képek optikai csalódásához hasonlóan úgy érzi, hogy a gitár hangszíne emelkedik, pedig valójában nem változik. Ezután következik a kemény, jellegzetes gitárjátékú és sajátos szövegű dal: „Nem az anyukámról szól. Valójában egy fiatal fiú frusztrációjának a történetét meséli el […] Persze blöffölök, mert nem emlékszem miről szól. […] Néha kijössz egy apró riffel, majd hozzápakolsz néhány szót, és fogalmad sincs róla, mit akar jelenteni. Úgy emlékszem, azt gondoltam, nem elég jó a címe a dalnak, de mindenki azt mondta, hogy »jó ez, teljesen rendben van«, így a címhez igazodva építettük köré a szöveget.” A gitártéma egyes részeit üveg slide gyűrűvel játszotta el. A következő Mercury lassú, érzelmes „You Take My Breath Away” című dala, amelynek nagy részében egyedül ő énekelt és zongorázott – meg is jegyezte, hogy mennyire egyszerű az együttes szokásos stílusához képest. A találgatások szerint Mercury első férfi élettársáról, David Minnsről írta, akivel akkoriban költözött össze. A gitárszóló hegedűre emlékeztető hangzását May úgy alkotta meg, hogy a gitárjának a fogólap felőli és a középső hangszedőjét azonos fázisba kapcsolta. A folk-rock szerű „Long Away” May szerzeménye, a felvételén 12 húros Burns gitárral játszott. A dalban „úgy hangzik, mint a Queen liberális lelkiismerete, amint azon van, hogy az emberek jobban megértsék egymást.” A „The Millionaire Waltz” című dalt Mercury John Reidről, az akkori menedzserükről írta. A dalszerkezete a „Bohemian Rhapsody”-hoz hasonlóan bonyolult, May pedig pikoló, cselló és tuba hangját utánozta a gitárjával. A „You and I” Deacon egyetlen dala a lemezen, ő is ritmusgitározott rajta. Könnyed gitár és zongoraalapú szerelmes popdal, amelyet a feleségének szánt.
- Somebody to LoveHangminta az A Day at the Races album (1976) „Somebody to Love” című dalából. Az együttes a stúdióban az egymásra rétegezett énekhangoknak köszönhetően egy valódi gospelkórus érzését keltve énekelt. A vokál mellett az erősen spirituális dalszöveg is a gospelre emlékeztet.[22]

Nem tudod lejátszani a fájlt?
A Mercury szerezte „Somebody to Love” az énekes példaképe előtt tiszteleg: „ugyanaz a három ember énekel a nagy kórusrésznél, de azt hiszem, itt más volt a technikai megközelítés [mint a »Bohemian Rhapsody«-nál], mert gospelszerű benne az ének – eltér attól, amiket általában csinálni szoktunk. […] Szerettem volna egy ilyen Aretha Franklin-stílusú számot is. Megihletett a gospel-hangzás, amely a korai lemezein hallható. Úgy tűnik, mintha ugyanazokat a harmóniákat használnám, de más tartományban szólalnak meg.” A szöveg „megkérdőjelezi Isten szerepét egy szerelem nélküli életben.” A „White Man” May „bluesos siratója” az indiánok és a gyarmatosító fehérek konfliktusáról. Mercury izgalmas feladatnak tartotta, hogy lehetősége volt bluesosan, rekedtesen énekelni benne. A „Good Old-Fashioned Lover Boy” Mercury humoros szövegű, kabarészerű dala, amelyben egy sort Mike Stone hangmérnök énekelt. Feltételezések szerint ezt is akkori élettársának, David Minnsnek írta. A „Drowse” Taylor egyetlen dala a lemezen, egy kemény, gitárvezérelt dal, amelynek álomszerű szövege a gondtalan gyermekkort idézi vissza. Taylor maga énekelte, May pedig slide gitáron játszott. A „Teo Torriatte” May szerzeménye, tisztelgés a lelkes japán rajongóik előtt. A cím is japán nyelvű (azt jelenti „kapaszkodjunk egymásba”) a refrén pedig kétszer is elhangzik benne japánul. A fordításban ismerősük, Chika Kujiraoka fényképész segített. A felvételen May harmóniumon játszott. Ez a lemezt lezáró dal, és ugyanazokkal a zenei motívumokkal végződik, mint amelyekkel a lemez kezdődik, azt az érzést keltve, hogy az albumnak nincs eleje és vége.

## Megjelenés
1976. november 12-én megjelent a „Somebody to Love” kislemez, és a második helyet érte el Angliában, a tizenharmadikat Amerikában. A videóklipjét Bruce Gowers rendezte, és felhasználta benne azokat a felvételeket, amelyet az együttesről készítettek munka közben a Wessex Studiosban. A következő hetekben televíziós és rádióinterjúk következtek, felléptek többek között Kenny Everett rádióműsorában, de Bill Grundy meghívását az utolsó pillanatban le kellett mondaniuk, helyettük a Sex Pistols-t hívták meg, akik botrányos viselkedésükkel ekkor alapozták meg országos ismertségüket.
Az album 1976 decemberében jelent meg. A borítóján ugyanaz a kép szerepelt, mint az előző A Night at the Operáén, csak ezúttal fekete háttérrel, a cím pedig ugyancsak a Marx fivérek egyik filmjére, a Botrány az ügetőnre utal. Ezek a párhuzamok is a két album hasonlóságát emelték ki. A lemezre 250 ezer példányos előrendelés érkezett az EMI-hez, ami a kiadó történetének addigi legnagyobb előrendelése volt. Az első helyet érte el Angliában, és háromszázezres eladással platinalemez lett. Amerikában az ötödik helyet érte el, és még 1976-ban ötszázezres eladással aranylemez lett, majd 2002-ben egymilliós eladással platinalemez. John Reid ötletére október 16-án a Kempton Parkban reklám céllal megrendezték a „Day at the Races Hurdle” futamot, amelyet az EMI szponzorált. Az együttes négy tagja anélkül, hogy összebeszéltek volna, ugyanarra a lóra fogadtak, és nyertek. 1977. január 13. és június 7. között zajlott az A Day at the Races Tour, melynek során 59 koncertet adtak Angliában, Európában és Amerikában. Az új albumról a „Tie Your Mother Down”, „Somebody to Love”, „You Take My Breath Away” és „White Man” dalokat játszották. Mercury a punkmozgalom csúcsán is kitartott a saját stílusa mellett, többször is átöltözött a koncerteken, többek között balettruhát és harlekin-jelmezt is viselt.

## Fogadtatás
| Kritikák             | Kritikák             |
| Forrás               | Értékelés            |
| -------------------- | -------------------- |
| Record Mirror        | (1976)               |
| NME                  | (kedvezőtlen) (1976) |
| Rolling Stone        | (1977)               |
| Entertainment Weekly | A (1991)             |
| Classic Rock         | (2001)               |
| RS Album Guide       | (2004)               |
| Pitchfork Media      | 6.6/10 (2011)        |
| Uncut                | (2011)               |
| AllMusic             | [ 45 ]               |

A maga idejében meglehetősen vegyesen fogadták a kritikusok. A Sounds kritikusa túlzottan kimunkáltnak találta: „Túlbonyolított, túlfinomított és túlzottan alá van rendelve a művésziességnek, a valódi inspiráció helyett. Bár meg vagyok róla győződve, hogy a Queen egy csomó meggyőző, kimunkált és nagyszerű zenét csinált az elmúlt pár évben, a báj mögött azért mégiscsak lennie kéne valódi tartalomnak.” Dave Marsh, a Rolling Stone kritikusa szerint a lemez az A Night at the Opera folytatása, amely nem értékelhető igazi művészetként, mert csak a haszonszerzés a céljuk – ráadásul a zenéjük jellegtelen, „kezdve Robert Plant hamis orgazmusvokáljától, egészen a Beatles és a Beach Boys kabarészerű popzenéjéig.” A The Washington Post ugyancsak kiemelte a hasonlóságot a két lemez között (még a borítók között is), de pozitívumként emelte ki, hogy amíg a hasonló stílusú együttesek a Led Zeppelin örökségét használják fel újra, addig a Queen „egyenlő arányban építkezik a buja, McCartney-szerű dallamokból, és az angol tánctermi hagyományokból. Elmondásuk szerint Paganini és Hendrix volt rájuk hatással: az A Day at the Races azt mutatja, hogy ez nem vicc.” Nick Kent az NME hasábjain negatív kritikájában azt írta: „Zajlik a nagy punk összeesküvés – a Sex Pistols a Brit Közerkölcs ellen –, hirtelen mindenki érzi, hogy valami nagy dolog fog történni, hogy a maradék rock hierarchia leomlik – én eközben egy szobában ülve hallgatok egy albumot, amelyet a Nagy Brit Közerkölcs ezekben a vészterhes napokban vidáman ölel a nagy közös keblére, egy albumot, amely olyan fullasztóan terméketlen, mintha groteszk paródiája lenne az összes létező zenei formának, teljesen depresszióssá tett, hogy egész nap ezt hallgattam. Utálom ezt az albumot.”
Az évek elteltével az együttes rajongóinak egyik kedvencévé vált, és a kritikusok is megenyhültek iránta. 2002-ben Jim DeRogatis a Chicago Sun-Times-ban pozitívan értékelte, kiemelte a Beatles jól látható hatását az együttesre, és úgy vélte, hogy a „Tie Your Mother Down” szado-mazo felhangjai még Marilyn Manson és Eminem korában is merésznek tűnnek. Dominique Leone a Pitchfork Mediától úgy vélte, hogy a címe ellenére messze nem tudja elődje színvonalát tartani. Stephen Thomas Erlewine az AllMusic weboldalán három és fél csillagra értékelte: „Bizonyos értelemben hidat jelenthet a Sheer Heart Attack és A Night at the Opera között – minden porcikája olyan kemény, mint az előbbinek, és majdnem olyan túldíszített, mint az utóbbi – de mégis, karcsúsága és áramvonalassága jelzi a legjobban, hogy a Queen új fázishoz érkezett, ahol ők a világhódító titánok, ahelyett, hogy nagyra törő vesztesek lennének.” 2006-ban a BBC Radio 2 közönségszavazásán a hallgatók által összeállított 100 legjobb album listáján a 67. helyre került. A Classic Rock és Metal Hammer magazinok közös, „az 1970-es évek 200 legjobb albumai” felsorolásában az 1976-os év egyik legjobb albumának nevezték a szerkesztők.

## Az album dalai
| 1. | Tie Your Mother Down    | Brian May       | 4:47 |
| 2. | You Take My Breath Away | Freddie Mercury | 5:08 |
| 3. | Long Away               | May             | 3:33 |
| 4. | The Millionaire Waltz   | Mercury         | 4:54 |
| 5. | You and I               | John Deacon     | 3:25 |

| 6.  | Somebody to Love                      | Mercury      | 4:56 |
| 7.  | White Man                             | May          | 4:59 |
| 8.  | Good Old-Fashioned Lover Boy          | Mercury      | 2:54 |
| 9.  | Drowse                                | Roger Taylor | 3:45 |
| 10. | Teo Torriatte (Let Us Cling Together) | May          | 5:57 |

| 1. | Tie Your Mother Down (remix: Matt Wallace) | May     | 3:44 |
| 2. | Somebody to Love (remix: Randy Badazz)     | Mercury | 5:00 |

## Közreműködők
Jacky Gunn és Georg Purvis alapján.
| Queen - Brian May: elektromos gitár, vokál, ének: „Long Away”, zongora és harmónium: „Teo Torriatte”, slide gitár: „Drowse” - Freddie Mercury: ének, háttérvokál, zongora - John Deacon: basszusgitár, akusztikus gitár: „You And I” - Roger Taylor: dob, háttérvokál, timpiani, ritmusgitár és ének: „Drowse” | Közreműködő zenészek - Mike Stone – vokál: „Good old-Fashioned Lover Boy” | Produkció - Queen – producer - Mike Stone – hangmérnök - Freddie Mercury – borítóötlet |  |

## Helyezések és eladások
| Ország                | Helyezés |
| --------------------- | -------- |
| Brit albumlista       | 1        |
| Amerika Billboard 200 | 5        |
| Ausztriai albumlista  | 8        |
| Holland albumlista    | 1        |
| Japán albumlista      | 1        |
| Kanada RPM Top 100    | 4        |
| Német albumlista      | 10       |
| Svéd albumlista       | 8        |
| Új-Zélandi albumlista | 11       |

| Ország                | Eladási minősítés | Megjegyzés          | Eladás     |
| --------------------- | ----------------- | ------------------- | ---------- |
| Anglia (BPI)          | platina           |                     | 300 000+   |
| Amerika (RIAA)        | platina           | 2002-ben            | 1 000 000+ |
| Amerika (SoundScan)   |                   | 1991 és 2006 között | 200 000+   |
| Kanada (Music Canada) | arany             |                     | 100 000+   |
| Németország (BVMI)    | arany             |                     | 250 000+   |

Kislemezek
| Év   | Kislemez                                                             | GBR | BEL | FRA | GER | IRE | NLD | USA |
| ---- | -------------------------------------------------------------------- | --- | --- | --- | --- | --- | --- | --- |
| 1976 | Somebody to Love / White Man                                         | 2   | 2   | 57  | 21  | 6   | 1   | 13  |
| 1977 | Tie Your Mother Down / You and I                                     | 31  | 18  | —   | —   | —   | 10  | 49  |
| 1977 | Teo Torriatte (Let Us Cling Together) / Good Old-Fashioned Lover Boy | —   | —   | —   | —   | —   | —   | —   |
| 1977 | Long Away / You and I                                                | —   | —   | —   | —   | —   | —   | —   |

## Kiadás
| Ország  | Megjelenés dátuma  | Kiadó      | Formátum         | Katalógusszám                        |
| ------- | ------------------ | ---------- | ---------------- | ------------------------------------ |
| Amerika | 1976. december 18. | Elektra    | LP, magnókazetta | 6E-101 (LP) TC-5101 (kazetta)        |
| Anglia  | 1976. december 10. | EMI        | LP, magnókazetta | EMTC 104 (LP) TC EMTC 104 (kazetta)  |
| Amerika | 1991. március 5.   | Hollywood  | CD, magnókazetta | HR-61035-2 (CD) HR-61035-4 (kazetta) |
| Anglia  | 1986. december     | EMI        | CD               | CDP 7 46208 2                        |
| Anglia  | 1994               | Parlophone | CD               | CDPCSD 131                           |
| Anglia  | 2011               | Island     | CD               | 276 441 6                            |